# Russel Crouse
Russel Crouse (* 20. Februar 1893 in Findlay, Ohio; † 3. April 1966 in New York City, New York) war ein amerikanischer Dramatiker, Schauspieler und Produzent. Er wurde vor allem durch seine schriftstellerische Zusammenarbeit mit Howard Lindsay bekannt.

## Leben
Russel Crouse war zunächst Zeitungsreporter, erst in Cincinnati, später in New York City. 1932 wurde er Werbeleiter der Theatre Guild. In dieser Zeit war er bereits als Schauspieler und Autor für den Broadway tätig. 1934 begann seine 28-jährige Partnerschaft mit Howard Lindsay bei der Arbeit für das Musical Anything Goes. Sie schrieben in der Folge die Bücher für sehr erfolgreiche Musicals: Red, Hot and Blue (Musik: Cole Porter, 1936), Hooray For What! (Musik: Harold Arlen, 1937), Call Me Madam (Musik: Irving Berlin, 1950) und The Sound of Music (Musik: Rodgers und Hammerstein, 1959); und Schauspiele: Life With Father (1939) – das Stück lief fast acht Jahre und ist damit die am längsten gespielte Inszenierung eines Nicht-Musicals in der Geschichte des Broadways und State of the Union (1948) – für das sie 1946 den Pulitzer-Preis gewannen.

## Filmografie
Drehbuch
- 1939: Dreivierteltakt am Broadway (The Great Victor Herbert) – Filmbiografie des Operettenkomponisten Victor Herbert
- 1952: Eine Leiche auf Rezept (Remains to be seen)

Literarische Vorlage
- 1947: Unser Leben mit Vater
- 1948: Der beste Mann (State of the Union)
- 1953: Madame macht Geschichte(n) (Call Me Madam)
- 1959: Je länger – je lieber (Tall Story)

Produktion
- 1949: Gezählte Stunden (The hasty heart)